# Dominik Fiegl
Dominik Fiegl (* 1984) ist ein ehemaliger österreichischer Snowboarder. Er startete in den Paralleldisziplinen und im Snowboardcross.

## Werdegang
Fiegl startete im Januar 2001 in Berchtesgaden erstmals im Europacup und errang dabei den 35. Platz im Parallelslalom. Bei den Juniorenweltmeisterschaften 2001 in Nassfeld belegte er den 24. Platz im Parallel-Riesenslalom. In der Saison 2001/02 gab er in Ischgl sein Debüt im Snowboard-Weltcup, wobei er den 34. Platz im Parallel-Riesenslalom errang und kam bei den Juniorenweltmeisterschaften 2002 in Rovaniemi auf den 17. Platz im Snowboardcross sowie auf den 16. Rang im Parallel-Riesenslalom. In der folgenden Saison erreichte er in Radstadt mit dem dritten Platz im Parallel-Riesenslalom seine erste Podestplatzierung im Europacup und holte bei den Juniorenweltmeisterschaften 2003 in Prato Nevoso die Silbermedaille im Parallel-Riesenslalom. Zudem wurde er dort Achter im Snowboardcross und siegte bei den österreichischen Meisterschaften im Snowboardcross. In der Saison 2003/04 gewann er mit drei ersten sowie zwei zweiten Plätzen die Parallel-Wertung des Europacups und bei den Juniorenweltmeisterschaften 2004 am Klínovec die Goldmedaille im Parallel-Riesenslalom. Zudem errang er dabei den sechsten Platz im Snowboardcross. In der Saison 2004/05 erreichte er mit dem 22. Platz im Parallel-Weltcup sein bestes Gesamtergebnis und kam beim Saisonhöhepunkt, den Snowboard-Weltmeisterschaften 2005 in Whistler, auf den 31. Platz im Parallelslalom. In der folgenden Saison errang er mit Platz acht in Schukolowo seine einzige Top-Zehn-Platzierung im Weltcup und absolvierte in Lake Placid seinen 34. und damit letzten Weltcup, welchen er auf dem 21. Platz im Parallel-Riesenslalom beendete. Außerdem belegte er mit zwei dritten Plätzen den achten Platz in der Parallel-Wertung des Europacups. In seiner letzten aktiven Saison 2007/08 wurde er Vierter in der Parallel-Wertung des Europacups.

## Weltcup-Gesamtplatzierungen
| Saison  | Gesamt | Gesamt | Parallel | Parallel | Parallel-Riesenslalom | Parallel-Riesenslalom | Snowboardcross | Snowboardcross |
| Saison  | Punkte | Platz  | Punkte   | Platz    | Punkte                | Platz                 | Punkte         | Platz          |
| ------- | ------ | ------ | -------- | -------- | --------------------- | --------------------- | -------------- | -------------- |
| 2001/02 | -      | -      | -        | -        | 22                    | 80.                   | -              | -              |
| 2003/04 | -      | -      | 446      | 41.      | -                     | -                     | -              | -              |
| 2004/05 | -      | -      | 1536     | 22.      | -                     | -                     | 62             | 58             |
| 2005/06 | 852    | 107.   | 852      | 32.      | -                     | -                     | -              | -              |